# Papa Topo
Papa Topo est un groupe d'indie pop espagnol, originaire de Binissalem, à Mallorque. Formé en 2008 par Adrià Arbona Orero, le groupe se compose d'Orero, Oscar Huerta Plaza, Júlia Fandos Berenguer et Sònia Montoya Barberà. À leurs débuts, ils effectuent plusieurs concerts en Espagne, au Royaume-Uni, aux États-Unis, au Portugal, puis par la suite au Mexique.

## Biographie
Le groupe est formé par Adrià Arbona Orero, compositeur, en 2008. Au début de l'année 2009, Paulita Demaiz se joint au chant. Le premier single édité par Papa Topo se fait en collaboration avec Guille Milkyway, qui en plus d'avoir produit Alberto Lozano (Oso Panda et Lo que me gusta del verano es poder tomar helado), contribue aux deux remixes du premier. Édité en édition limitée sur vinyle par Elefant Records dans la compilation New Adventures in Pop, il est sorti en février 2010. Peu de temps après, le groupe sort son deuxième EP, La Chica vampira, avec lequel ils expérimentent un son plus proche du punk rock, du shoegazing et de la musique espagnole. 
En 2012, le groupe publie Rotación y translación, un mini-album de six morceaux. La même année, après le déménagement d'Adrià à Barcelone, Paula décide d'abandonner le groupe, qui se compose désormais d'Oscar Huerta Plaza, Júlia Fandos Berenguer y Sònia Montoya Barberà. En 2016, le groupe publie son premier album studio, intitulé Ópalo negro, au label Elefant Records,,. Il est chanté en catalan et se termine par le boléro et la musique classique, en passant par le punk, le disco ou la movida madrileña.

## Membres

### membres actuels
- Adrià Arbona Orero - composition, claviers, chant
- Júlia Fandos Berenguer - flûte traversière, chant
- Oscar Huerta Plaza - guitare, chœurs
- Sònia Montoya Barberà - basse, chœurs

### Anciens membres
- Paulita Demaiz (Paula Franco) - chant, guitare électrique
- Omar Ballester - batterie.
- Ferran Puig Bosch - trombone, chœurs, seconde guitare

## Discographie

### Album studio
- 2016 : Ópalo Negro (Elefant Records)

### Singles
- 2010 : Oso Panda (Elefant Records)
- 2011 : La Chica Vampira (Elefant Records)
- 2013 : Sangre en los zapatos (mi amor) (Elefant Records)

### Mini-albums
- 2012 : Rotación y traslación (Elefant Records)

### Autres
- 2014 : 'Chico de Plutón (Minimúsica Vol. 4, La Educación) (Sones)
- 2014 : Su mal humor (Hommage à Family) (Elefant Records)